# Balenopteroïdeus
Els balenopteroïdeus (Balaenopteroidea) són una superfamília de cetacis misticets que conté els balenoptèrids, els eschríchtids i els seus parents extints més propers. Són el tàxon germà dels cetotèrids. Es calcula que divergiren dels altres misticets fa uns 28,2 milions d'anys. Els fòssils més antics han estat descoberts entorn de l'oceà Pacífic.  Formen un clade basat en anàlisis combinades i morfologies; les anàlisis moleculars i altres anàlisis combinades, en canvi, situen els eschríchtids en el si dels balenoptèrids.